# Macrogomphus wynaadicus
Macrogomphus wynaadicus – gatunek ważki z rodziny gadziogłówkowatych (Gomphidae).